# Milica Dabović
Milica Dabović (Cetinje, 16 de fevereiro de 1982) é uma basquetebolista profissional sérvia.

## Carreira
Dabović em sua carreira atuou em grandes equipes de basquetebol, quase todas elas do leste europeu, além de ter passagens pela seleção nacional sérvia. Considerada uma das musas do esporte, em fevereiro de 2010 correu o mundo a notícia de que, em virtude de ter perdido uma aposta para um amigo, Dabović posaria nua para a revista FHM, o que acabou por se concretizar.
Ela integrou Seleção Sérvia de Basquetebol Feminino, na Rio 2016, conquistando a medalha de bronze.